# Арбия
Арбия (итал. Arbia) — река в провинции Сиена в области Тоскана Итальянской Республики. Длина реки — 51 км.
Начинается на склонах горы Поджо-Каваллари (648 м) в горах Монти-дель-Кьянти и впадает справа в Омброне недалеко от города Буонконвенто. Основными притоками являются реки Малена и Тресса. В долине Арбии производят сухое вино, которое относится к категории вин Кьянти с сиенских холмов.